# Российская социал-демократическая рабочая партия
Росси́йская социа́л-демократи́ческая рабо́чая па́ртия (РСДРП) основана в Российской империи 1 (13) марта 1898 года на съезде в Минске.
Органы управления
- Высший орган — Съезд Российской Социал-Демократической Рабочей Партии, Конференция Российской Социал-Демократической Рабочей Партии;
- Исполнитель Демократической Рабочей Партии (1903—1905), Русское Бюро Центрального Комитета Российской Социал-Демократической Рабочей Партии (1905—1917), Политическое Бюро Центрального Комитета Российской Социал-Демократической Рабочей Партии (1917);
- Высший орган местной организации — местная конференция Российской Социал-Демократической Рабочей Партии;
- Исполнительный орган местной организации — местный комитет Российской Социал-Демократической Рабочей Партии.

## История
В 1883 году Г.В. Плеханов совместно с другими бывшими участниками ранее распавшейся в 1879 году «Земли и Воли» из крыла народников «Чёрного передела» и эмигрантами-революционерами основал в Женеве первую российскую марксистскую организацию — группу «Освобождение труда». 
В конце 1894 — начале 1895 годов по инициативе Плеханова был создан «Союз русских социал-демократов за границей». 

С середины 1880-х годов уже и на территории Российской империи появляются первые социал-демократические кружки: 

- «Партия русских социал-демократов» Д. Благоева (1883—1887), 

- «Товарищество Санкт-петербургских мастеровых» П. В. Точисского (1885—1888), 

- группа Н. Е. Федосеева (1887—1889), 

- «Социал-демократическое общество» М. И. Бруснева (1889—1892). 

Участники этих кружков изучали марксистскую литературу и вели пропаганду среди рабочих; власти подвергали членов кружков репрессиям, отправляя их в тюрьму или ссылку, но вместо разгромленных кружков возникали новые.

В 1887 году в Киеве состоялось совещание между киевской социал-демократической группой «Рабочее дело» и социал-демократами Петербурга и Москвы. 

В 1895 году из Петербургской социал-демократической группы возник «Союз борьбы за освобождение рабочего класса» — зачаток марксистской партии в России, в чём была большая заслуга В. И. Ульянова (Ленина).
В 1897 году еврейские социал-демократические группы Северо-Западного и Привисленского краёв объединились во «Всеобщий Еврейский Рабочий Союз в Литве, Польше и России», или «Бунд».

### Первый (Минский) съезд
С 1 по 3 марта 1898 года 9 делегатов от различных марксистских организаций России нелегально провели в Минске учредительный съезд, который должен был объединить многочисленные социал-демократические группы в единую партию. В нём участвовали: от «Союза борьбы за освобождение рабочего класса» 4 человека — Степан Радченко, Александр Ванновский, Павел Тучапский и Казимир Петрусевич, от Бунда — Шмуэл Кац, Арон Кремер и Абрам Мутник, и 2 человека от «Киевской Рабочей газеты» — Б. Эйдельман и Н. Вигдорчик.
Съезд провозгласил образование Российской социал-демократической рабочей партии и принял «Манифест Российской социал-демократической рабочей партии», написанный Петром Струве. Официальным органом партии стала «Рабочая газета». Однако вскоре практически все делегаты съезда, включая избранных на нём членов Центрального комитета (А. И. Кремер, С. И. Радченко и Б. Л. Эйдельман) были арестованы полицией, поэтому съезд не смог реально объединить разрозненные группы в партию.
В декабре 1900 года была создана газета «Искра». В редакцию вошли: П. Б. Аксельрод, В. И. Засулич, В. И. Ленин, Ю. О. Мартов, Г. В. Плеханов, А. Н. Потресов. В газете, рассчитанной прежде всего на рабочих, публиковались пропагандистские и агитационные материалы, информация о борьбе рабочих за свои права; она сыграла большую роль в организационном становлении партии.

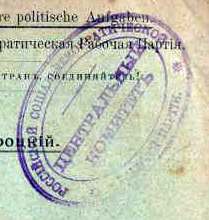
Штамп ЦК РСДРП на книге Троцкого «Наши политические задачи» (1904)

### Второй (Брюссельский) съезд
Подготовка

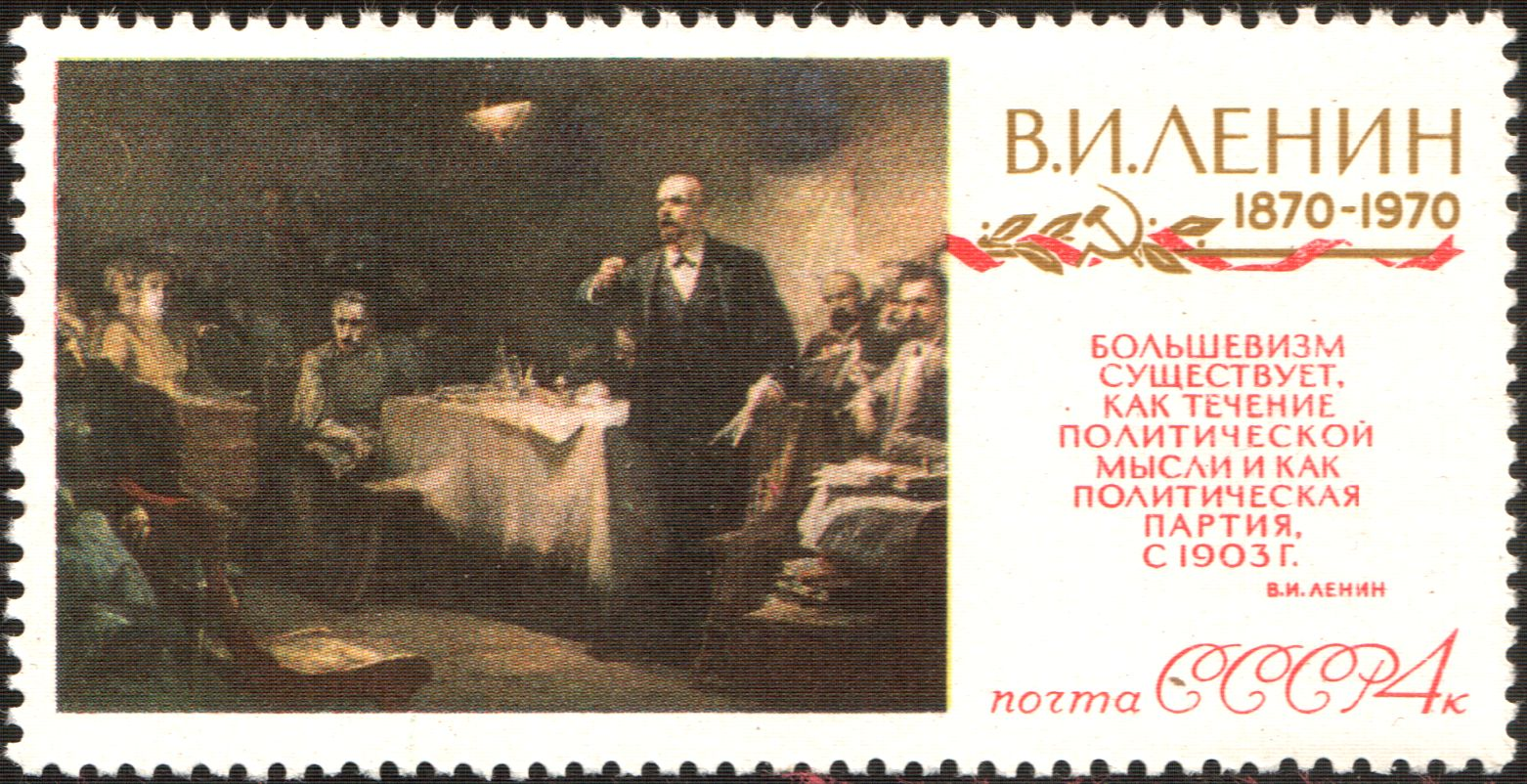
Марка СССР: "Второй съезд РСДРП" (по картине Юрия Виноградова). Серия: К 100-летию со дня рождения Владимира Ильича Ленина (1870-1924). Ленин в искусстве

Сознавая необходимость организационного строительства и выработки партийной программы, с одной стороны, и стараясь закрепить свое идейное и личное влияние в партии, с другой, группа «Искры» занялась подготовкой партийного съезда.
Тем же вопросом занимался и «Союз Русских Социал-Демократов», который считался представителем «экономизма» и который созывом съезда стремился упрочить своё положение и не дать искровцам завладеть центральной властью в новой партии. В 1900 году «Союз» распространил воззвание с предложением созвать II Съезд; результатом стала состоявшаяся в апреле 1902 года конференция в Белостоке, на которую съехались как представители «искровского» направления, так и представители «Союза». Конференция выбрала Оргкомитет и поручила ему подготовку Съезда, но вскоре все участники конференции были арестованы, включая и Оргкомитет. Воспользовавшись провалом 1-го комитета, искровцы созвали в Белостоке в октябре того же года новую конференцию, на которую уже не пригласили представителей от  «Союза Русских Социал-Демократов» и «Бунда». Конференция выбрала 2-й Оргкомитет, чисто «искровского» направления, который и занялся подготовкой съезда. Ведя эту работу, Оргкомитет через своих представителей на местах добился того, что выбранные на съезд делегаты оказались в большинстве сторонниками «Искры». Несогласные организации были отстранены от Съезда под разными предлогами.
Съезд
В июле 1903 года выбранные на съезд представители съехались в Брюсселе, но полиция не допустила открытия съезда, и делегаты вынуждены были перебраться в Лондон. Всего присутствовало 57 делегатов, из них 43 члена съезда и 14 с совещательным голосом. На съезде произошло разделение на группы большевиков и меньшевиков, была принята программа партии. 1 ноября 1903 года Ленин вышел из редакции «Искры», газета перешла в руки меньшевиков.

### Революция 1905 года

#### Третий (Лондонский) съезд
Состоялся 12—27 апреля (25 апреля — 10 мая нового стиля) 1905 года в Лондоне в условиях начала революции в России, в которой социал-демократы принимали активное участие. На съезд прибыли только представители фракции большевиков. Присутствовали 24 делегата с решающим и 14 с совещательным голосом. На съезде была принята резолюция о вооружённом восстании и другие важные решения. Было принято решение о создании газеты «Пролетарий». Меньшевики провели собственную конференцию в Женеве.

#### Участие РСДРП в революционных событиях
Социал-демократы организовали в Одессе беспорядки, начавшиеся 10 июня и продолжавшиеся целую неделю. Был разгромлен и сожжён Одесский порт. Крымский социал-демократический союз и Севастопольская военная организация РСДРП подготавливали восстание на Черноморском флоте, однако общее восстание флота было сорвано спонтанно начавшимся восстанием на броненосце «Князь Потёмкин-Таврический».
«Искра» писала в этот период:
Созывайте же открытые собрания народа и несите ему весть о крушении военной опоры царизма. Где только можно захватывайте городские учреждения и делайте их опорой революционного самоуправления народа. Прогоняйте царских чиновников и назначайте всенародные выборы в учреждения революционного самоуправления, которым вы поручите временное ведение общественных дел до окончательной победы над царским правительством и установления нового государственного порядка. Захватывайте отделения государственного банка и оружейные склады и вооружайте весь народ. Установите связь между городами, между городом и деревней, и пусть вооружённые граждане спешат на помощь друг другу всюду, где помощь нужна. Берите тюрьмы и освобождайте заключённых в них борцов за наше дело: ими усилите ваши ряды.

Провозглашайте повсюду низвержение монархии и замену её свободной демократической республикой. Вставайте, граждане!
После публикации октябрьского манифеста и создания Государственной Думы социал-демократы решили бойкотировать выборы в Думу. Одновременно некоторые видные социал-демократы предприняли попытку обрушить финансовую систему России, призывая забирать вклады из банков и не платить налогов. Была образована боевая техническая группа под руководством Л. Б. Красина, которая занималась закупкой, изготовлением и поставкой в Россию оружия и взрывчатки.

#### Четвёртый (Стокгольмский) съезд
Проходил в апреле 1906 года. На съезде присутствовало 111 делегатов с решающими голосами от 57 организаций и 22 делегата с совещательными голосами от 13 организаций. Была принята «Аграрная программа» партии, требовавшая конфискации всех крупных земельных владений. По вопросу о государственной думе было принято решение участвовать в выборах и была принята резолюция «планомерно использовать все конфликты, возникающие между правительством и Думой, как и внутри самой Думы, в интересах расширения и углубления революционного (диверсионного) движения».

#### Вторая государственная Дума

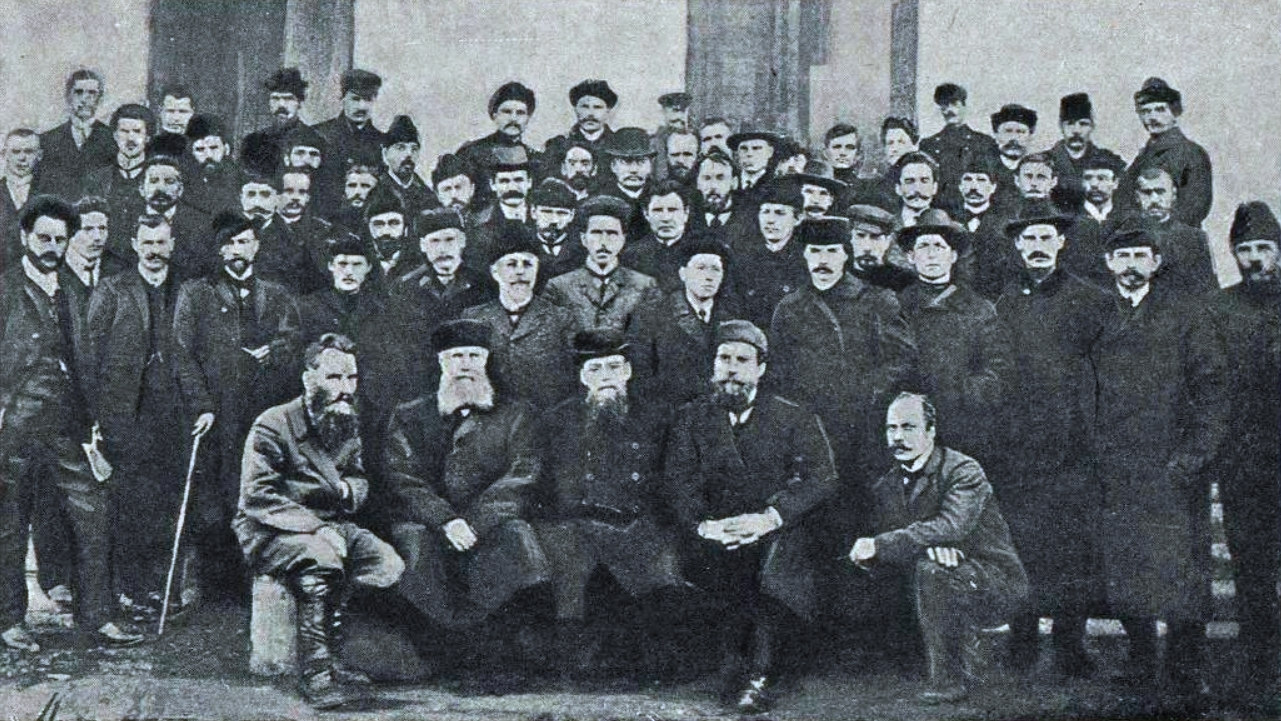
Социал-демократы Второй Государственной Думы

На выборах во Вторую государственную Думу социал-демократы получили 65 из 518 мандатов; из них 33 считались меньшевиками, а 15 — большевиками. Однако вторая дума проработала недолго. 5 мая 1907 года в квартире члена РСДРП и члена Думы И. П. Озола полицией была застигнута сходка социал-демократов и солдат петербургского гарнизона. Были обнаружены доказательства того, что члены РСДРП ведут революционную агитацию в войсках с целью поднятия восстания и свержения правительства. 1 июня правительство объявило Государственной Думе о привлечении всего состава социал-демократической думской фракции к следствию в качестве обвиняемых, и потребовало устранения всех их из Думы и заключения 16 человек под стражу. Дума не согласилась на требование правительства. 3 июня Дума указом царя была распущена, а члены думской фракции РСДРП — арестованы.

#### Пятый (Лондонский) съезд
Съезд состоялся 30 апреля — 19 мая (13 мая — 1 июня) 1907 года. На съезде присутствовало 336 человек, большевиков — 105, меньшевиков — 97, бундовцев — 57, от Социал-демократии Королевства Польского и Литвы — 44, Социал-демократии Латышского края — 29. Было принято решение о прекращении террора и экспроприаций.
Лидеры большевиков, однако, не подчинились решению ЦК и создали тайный «большевистский центр», который и поддерживал отношения с боевиками на местах. Уже после Лондонского съезда ими было совершено крупное вооруженное ограбление, т.н. «тифлисская экспроприация».

##### Программа партии
Первая часть принятой программы (программа минимум) предусматривала решение задач буржуазно-демократической революции: свержение самодержавия и установление демократической республики; всеобщее избирательное право и демократические свободы; широкое местное самоуправление; право наций на самоопределение и их равноправие; возвращение крестьянам отрезков; отмена выкупных платежей; восьмичасовой рабочий день; отмена штрафов и сверхурочных работ.
Вторая часть программы (программа максимум) ориентировала на победу пролетарской революции, установление диктатуры пролетариата и переход к социализму.

### Период 1907—1917
Послереволюционный период стал временем дробления большевистской и меньшевистской фракций.
По итогам революции 1905 года в России были вновь образованы представительные учреждения (см. Государственная дума Российской империи), и впервые легализованы политические партии. В этой связи перед социал-демократами встал вопрос об отношении к ним.
В Третью Государственную Думу были избраны 20 социал-демократических депутатов, 11 из них — меньшевики. Руководителем фракции стал меньшевик Н. С. Чхеидзе. 22 ноября 1907 года фракция РСДРП в Третьей Государственной Думе приняла решение:

Думская с.-д. фракция есть группа автономная, которая прислушиваясь к голосу партии, в каждом конкретном случае думской работы решает вопрос самостоятельно.
Это привело к напряжённым отношениям фракции с ЦК РСДРП и дискуссии в партии.
| Название          | Характеристика |
| ----------------- | --- |
| Ликвидаторы       | «Правое» течение ликвидаторов сформировалось в 1907—1910 годах, и предлагало принять участие в работе Госдумы, одновременно полностью распустив (ликвидировав) нелегальные партийные структуры. Лидерами движения являлись меньшевики П. Б. Аксельрод, А. Н. Потресов, А. Горский, В. О. Левицкий, Ф. А. Череванин, П. А. Гарви. В общих чертах ликвидаторство оформилось в 1908 году. |
| Отзовисты         | Противоположностью ликвидаторству стало внутрибольшевистское течение отзовистов, требовавшее, наоборот, отозвать своих представителей изо всех легальных учреждений (Госдума, профсоюзы и др.), продолжить нелегальную деятельность партии. Отзовизм оформился также в 1908 году, его основными представителями стали А. А. Богданов, а также А. В. Соколов (С. Вольский), А. В. Луначарский, Г. А. Алексинский. В августе 1909 года отзовисты основали действовавший при покровительстве писателя Горького собственный фракционный центр на итальянском острове Капри (Каприйская школа). |
| Ультиматисты      | Идейно близки к отзовизму также были ультиматисты. Это течение также сформировалось в 1908 году. В отличие от отзовистов, ультиматисты требовали сначала объявить ультиматум социал-демократической думской фракции, заявившей о своей независимости от ЦК тогда ещё единой РСДРП. В случае отказа депутатов подчинятся решениям ЦК ультиматисты требовали их отзыва из Думы. |
| Богостроители     | Более экзотическим и малочисленным уклоном стало течение «богостроителей», сгруппировавшееся в 1909 году вокруг Каприйской школы. Одним из представителей этого течения был Луначарский А. В. |
| Группа «Вперёд»   | В декабре 1909 года ряд отзовистов, ультиматистов и богостроителей объединились в группу «Вперёд», действовавшую в Париже, Женеве и Тбилиси. |
| Августовский блок | В противовес проведённой большевиками в январе 1912 года самостоятельной Пражской партконференции (см. ниже) Л. Д. Троцкий 12 (25) августа — 20 августа (2 сентября) 1912 года провёл партконференцию в Вене («августовский блок»). Созвана она была под лозунгами преодоления фракционного раскола и восстановления единства РСДРП. Однако в советской историографии она считается «антипартийной», так как стояла в оппозиции к Ленину. Сам же Ленин, в частности, назвал Августовский блок «архиглупой затеей», причём особое его раздражение вызывало преобладание на конференции ликвидаторов. На конференции присутствовали делегаты партийных организаций РСДРП, прибывшие из Петербурга, Кавказа, Москвы, Севастополя и Красноярска. Также присутствовали представители Социал-демократии Латышского края, Бунда и Польской социалистической партии, представители газет «Голос Социал-демократа» и «Невский голос» (меньшевистские издания), венской «Правды» (издание Троцкого). Конференция не смогла выполнить своих объединительных целей, так как в её работе отказались участвовать большевики и группа Плеханова (так называемые «меньшевики-партийцы», противостоявшие ликвидаторам). Представитель группы «Вперёд» Алексинский демонстративно покинул конференцию в самом её начале. |
| Межрайонцы        | Течение межрайонцев образовалось в ноябре 1913 года под названиями «Межрайонная организация объединённых социал-демократов», «Междурайонная комиссия РСДРП», «Междурайонный комитет». Межрайонцы действовали только в Петербурге (Петрограде); название объяснялось тем, что в состав движения входили представители всех районов (районных комитетов партии) города. Межрайонцы в целом стояли на позиции «примиренчества» (прекращения борьбы между большевиками и меньшевиками, восстановление единства РСДРП). В число межрайонцев входили Л. Д. Троцкий, К. К. Юренёв, А. В. Луначарский, М. С. Урицкий, А. А. Иоффе и др. |

#### Борьба РСДРП против милитаризма
На VII конгрессе II Интернационала (18-24 августа 1907, Штутгарт) представлявший РСДРП В. И. Ленин выдвинул тезис о том, что цель борьбы социал-демократов с милитаризмом состоит не только в том, чтобы предотвратить возникновение войны или добиться её скорейшего завершения в случае возникновения, но и в том, чтобы «максимально использовать порождённый войной экономический и политический кризис для того, чтобы разбудить сознательность в людях, способствовать скорейшему низвержению капитализма». Вместе с Розой Люксембург и Кларой Цеткин он внёс соответствующие исправления в первоначальный проект резолюции по данному вопросу, предложенный СДПГ. Резолюция «О милитаризме и международных конфликтах» была принята конгрессом единогласно. Представители РСДРП отстаивали принцип решительной борьбы с милитаризмом и на последующих конгрессах II Интернационала в Копенгагене (1910) и Базеле (1912).

#### Раскол де-факто на две партии
5—17 (18—30) января 1912 года большевики провели в Праге VI Всероссийскую конференцию РСДРП. Из 14 делегатов с решающим голосом 12 были большевиками, а двое — меньшевиками-«партийцами» (представляли группу Г. В. Плеханова). Национальные организации и те группы, которые находились под влиянием меньшевиков, отклонили направленные им приглашения на конференцию и не признали её в качестве Всероссийской и общепартийной. Конференция избрала новый состав ЦК во главе с Лениным.
Л. Д. Троцкий в издававшейся им в Вене газете «Правда» призывал к ликвидации фракционности и единству всех течений в РСДРП и стал инициатором создания на конференции в Вене в августе 1912 года блока нескольких социал-демократических организаций в противовес большевикам и меньшевикам-партийцам (Августовский блок). В конференции участвовали Мартов, Троцкий, представители нескольких меньшевистских групп из России, бундовцы, грузинские и латышские социал-демократы, участники группы «Вперёд!», в которую входили отзовисты. На конференции был избран руководящий центр — Организационный комитет (ОК), ведущую роль в нём играли И. Г. Церетели и Ф. И. Дан.
Фактически с 1912 года в России действовали две независимые друг от друга организации — большевистская и меньшевистская. И у той и у другой центральные руководящие органы — ЦК у большевиков и ОК у меньшевиков — находились за границей. В России деятельность местных отделений координировали большевистская и меньшевистская думские фракции. До 1913 года социал-демократическая фракция в Думе формально была единой, осенью 1913 она разделилась на самостоятельные большевистскую и меньшевистскую. Члены этих фракций во время думских каникул ездили по стране и восстанавливали партийные организации. Связь с этими организациями поддерживалась через легально издававшиеся газеты «Звезда» и «Правда» у большевиков, газету «Луч» и журнал «Наша заря» у меньшевиков. Думские фракции координировали деятельность социал-демократов в легальных профсоюзах и культурно-просветительных обществах.
Размежевание было неполным: во многие местные организации РСДРП входили как большевики, так и меньшевики. В годы Первой мировой войны возникло, особенно на периферии, значительное число объединённых организаций РСДРП с участием одновременно большевиков и меньшевиков-интернационалистов, а иногда и меньшевиков-оборонцев.

#### Отношение к Первой мировой войне
В ноябре 1914 года члены большевистской думской фракции за нелегальную политическую деятельность были лишены депутатских полномочий и сосланы в Сибирь, что привело к ослаблению позиций большевиков.
Война переформатировала прежние группировки внутри социал-демократического движения, определяющим стало отношение к войне. Социал-демократы разделились на «оборонцев», «центристов», «интернационалистов» и «пораженцев». Идеологом «оборонцев» стал Плеханов, считавший Германию главным виновником войны, а действия России и её союзников оправданными. Организационный комитет РСДРП в России и думская фракция во главе с Н. Чхеидзе занимали центристскую позицию: они призывали к миру без аннексий и контрибуций, но были против призыва рабочих к активным антивоенным действиям. Левое крыло меньшевиков во главе с Ю. Мартовым и А. Мартыновым было более радикальным, «интернационалистским», выступая за заключение всеобщего мира как пролога к европейской революции и выдвигая лозунг «Ни побед, ни поражений». Большевики выступали с позиций «пораженчества», выдвигали лозунг поражения своего правительства в войне и превращения «империалистической» войны в гражданскую.

### Февральская революция
После победы в России Февральской революции 1917 года противостояние меньшевиков и большевиков усилилось. Меньшевики встали на путь поддержки Временного правительства, а в мае 1917 года вошли в его состав, превратившись в одну из правящих партий; большевики же резко выступали против этого правительства.
Весной-летом 1917 года после того, как большевики взяли курс на пролетарскую революцию, они окончательно оформились в отдельную партию — Российскую социал-демократическую рабочую партию (большевиков). На VI съезде большевистской партии, проходившем в Петрограде с 26 июля по 3 августа (8 — 16 августа) 1917 года, было принято решение о подготовке вооружённого восстания. Партия после Октябрьской революции была переименована в Российскую коммунистическую партию (большевиков) (РКП(б)), впоследствии стала Всесоюзной коммунистической партией (большевиков) (ВКП(б)) и, наконец, КПСС — Коммунистической партией Советского Союза.
7—12 мая 1917 г. в Петрограде прошла Всероссийская конференция меньшевистских и объединённых организаций РСДРП. На ней были представлены 28 меньшевистских и 27 объединённых (объединявших меньшевиков и большевиков) организаций, насчитывавших 44 830 членов. Конференция избрала ОК РСДРП.

#### Объединительный съезд
19—26 августа (1—8 сентября) 1917 года меньшевики провели в Петрограде Объединительный съезд социал-демократов, который одобрил вхождение социалистов во Временное правительство, выразив поддержку последнему, и избрал ЦК (16 оборонцев и 8 интернационалистов), председателем которого стал П. Б. Аксельрод. Сама партия меньшевиков стала (до апреля 1918 года) называться «РСДРП (объединённая)». На момент открытия съезда в партии состояли 200 тысяч человек.

### Октябрьская революция
Октябрьскую революцию меньшевики встретили враждебно: в резолюции ЦК РСДРП(о) от 28 октября (10 ноября) 1917 года она была названа «большевистской авантюрой».

#### Чрезвычайный съезд РСДРП 13—20 декабря 1917 года
Чрезвычайный съезд меньшевистской РСДРП 1917 года привёл к победе фракции «интернационалистов» (Ю. О. Мартов, Р. А. Абрамович и др.). Правые фракции партии — «оборонцы» А. Н. Потресова, «революционные оборонцы» во главе с М. И. Либером — отказались войти в избранный съездом ЦК, заявив, что они отказываются нести политическую ответственность за взятую съездом новую партийную линию. Абсолютное большинство в ЦК имела группа Мартова (10 человек из 19). В редакцию ЦО вошли Мартов, Мартынов и Дан.
РСДРП выступала за Учредительное собрание, за коалиционное социалистическое правительство, от самых правых до большевиков, и только на этой основе за действительно международный и демократический мир.

#### Брестский мир
РСДРП протестовала против подписания мира на тех условиях, на которые пошли большевики. В резолюции от 12 апреля 1918 года ЦК РСДРП отмечал, что Брестский мир «не прекратил военных действий на территории России, поскольку германский империализм продолжает расширять сферу своей оккупации; он заставляет народы России участвовать во всемирной войне в роли поставщика сырья для германского империализма, он с логической необходимостью уже привёл к новым осложнениям на Дальнем Востоке, на Кавказе и на крайнем Севере, к угрозе новых разделов России и создаёт для империалистов всего мира соблазн закончить войну всеобщим соглашением за счёт нашей страны».
Борьба против Бреста, за разрыв заключённого там мирного договора, стала центральным моментом партийной работы весной и летом 1918 года — борьбой за перевыборы Советов и за создание беспартийных рабочих конференций.
РСДРП также пыталась через Социнтерн протестовать против интервенции, развязанной против России странами Антанты. П. Б. Аксельроду были даны соответствующие полномочия. Однако, поскольку социал-демократы не имели большинства в западных парламентах, это было неэффективно.

#### Деятельность на территории Украины
Хотя РСДРП не участвовала в правительстве В. А. Голубовича и была к нему в оппозиции, однако это правительство восстановило органы самоуправления, существовавшие при Временном правительстве и распущенные большевиками в конце 1917 года. Эти органы, большинство в которых принадлежало эсерам и эсдекам, просуществовали до конца лета 1918 года, когда были распущены гетманом П. П. Скоропадским. Все месяцы существования этих органов были заполнены борьбой против оккупантов и украинских правительств.
Вступление немецких войск на Украину произошло по призыву правительства Голубовича, в котором большинство составляли украинские эсеры. Находясь в оппозиции к Голубовичу, РСДРП отвергала партизанскую войну против немцев по той причине, что создававшиеся для этой цели отряды были неэффективны, да и думали больше не о войне с немцами, а о гражданской войне внутри страны.
РСДРП также выступала за всеобщее избирательное право, Учредительное собрание, демократическую республику, проведение земельной реформы в интересах крестьян и Федерацию России и Украины. В результате этих выступлений на РСДРП со стороны украинских властей сыпались репрессии — аресты, конфискации, закрытие печатных органов. В результате РСДРП на Украине левела и на Конференции в сентябре 1918 года большинство, как и в Петрограде, перешло в руки «интернационалистов».

### Разворачивание Гражданской войны

#### РСДРП и антибольшевистское восстание
РСДРП выступала против вооружённого восстания. ЦК отмечал: «На почве общего возмущения большевиками в последнее время происходят почти непрерывные попытки восстаний, политические рабочие и железнодорожные забастовки, крестьянские волнения, активное содействие чехословакам». Однако «соотношение общественных сил в данный момент таково, что военно-технические и материальные средства для свержения большевистской власти сосредотачиваются в руках либо элементов недемократических, а то и открыто контрреволюционных, либо в руках международных империалистов». «При таком положении дел попытки передовых слоёв пролетариата взять на себя в данный момент инициативу насильственного свержения большевистской власти не могли бы привести к замене большевистского режима демократической революцией».
Впрочем, фракции Потресова и Плеханова франко-английскую интервенцию поддерживали. Представители этих групп являются участниками возникшего весной 1918 года «Союза возрождения России», который играл активную роль в восстаниях на Волге, в Архангельске и т. д.
Несмотря на то, что РСДРП выступала против вооружённого свержения существующего строя, она подвергалась постоянным репрессиям со стороны большевиков.

#### Военный коммунизм
Весной и летом 1918 года РСДРП стояла на точке зрения, что большевистские эксперименты в области национализации промышленности и кредита не только не являются шагом вперёд, но и делают для страны неизбежным отступление — даже по сравнению с той программой, которая намечалась партией в 1917 году. Это отрицательное отношение к экономической политике большевиков было обострено оценкой, которую ЦК РСДРП давало внешней политике советской власти и её перспективам для будущего. ЦК считал важной задачей борьбу против Брестского мира и закреплённого этим договором государственного распада России. Именно эта тема — государственный распад России — составила тему доклада Мартова на майском партийном совещании. Советскую власть меньшевики в тот момент считали фактором, играющим более чем двусмысленную роль в деле подчинения России влиянию империалистической Германии. На том же совещании Дан доказывал, что советское правительство «вынуждено быть рабом германского империализма, покорно выполняющим его веления, и самой уступчивостью своей питающим его все возрастающую наглость и требовательность» (тезисы Дана о «войне и мире», принятые майским совещанием).
16 июня 1918 г. Мартов в письме немецким социал-демократам писал: «Возможно повторение в Москве и Петербурге истории Скоропадского и окончательной бонапартизации ленинской диктатуры».
РСДРП полностью отрицала государственный строй, созданный большевиками. Элементов прогрессивности в этом строе ЦК РСДРП не находил. Такая позиция содержала в себе все предпосылки для выводов о революционной тактике по отношению к советской власти, и если ЦК таких выводов не делал, то это объясняется тем, что он руководствовался не столько задачей сегодняшней борьбы против существующего строя, сколько соображениями о необходимости защиты политических и социальных интересов рабочего класса в обстановке, которая будет создана на следующий день после крушения большевистской диктатуры. Нет сомнения, что рабочий класс был бы подвергнут широким репрессиям.
В июне, после восстания на Волге, большевики перешли в наступление против социал-демократических и других оппозиционных им рабочих организаций. 14 июня ВЦИК особым постановлением объявил меньшевиков и эсеров контрреволюционерами и исключил из своего состава представителей этих партий, которые были в него выбраны. Начались систематические аресты активистов среди рабочих. Политическая забастовка, начавшаяся в Петербурге 2 июля, была задавлена репрессиями. Одновременно были закрыты все те социалистические газеты и журналы, которые ещё выходили. 23 июля на первом собрании были арестованы рабочие делегаты, съехавшиеся в Москву на Всероссийский рабочий съезд. В провинции были случаи расстрелов активистов среди рабочих. Так, в Сормове был расстрелян секретарь нижегородского комитета меньшевиков Ридник, в Витебске — рабочий-бундовец Смушкин.
Параллельно усиливалась хозяйственная разруха. К осени 1918 года три четверти всех промышленных предприятий Москвы и московской области были закрыты. Национализированные предприятия не могли работать, но могли выплачивать часть зарплаты в случае получения правительственной субсидии. Субсидии давались только тем предприятиям, рабочие на которых поддерживали большевиков. Всё это порождало гигантскую инфляцию, а параллельно привело к тому, что оппозиционное к большевикам рабочее движение сошло на нет уже в июле-августе 1918 г.
Это, а также систематические аресты, полностью парализовало работу РСДРП.

#### Партийное совещание (декабрь 1918 — январь 1919)
Репрессии, которые применяло советское правительство в борьбе против демократических и рабочих организаций, произвели неблагоприятное впечатление на социалистические круги Западной Европы. Большинство социалистических лидеров — от Каутского до Розы Люксембург — отрицательно отнеслись к большевистскому террору. Поэтому в Москве расстрелы социалистов систематически не применялись. Однако в Рыбинске, например, был расстрелян весь состав местного комитета РСДРП во главе с председателем Соколовым, отдельные меньшевики были расстреляны в Сестрорецке, в Тамбове, на Урале. Ещё больше было расстреляно эсеров, особенно в Саратове, Астрахани, Вологде.
В этих условиях в декабре 1918 — январе 1919 года в Москве прошло партийное совещание. Партия оценивала переживаемую эпоху, как эпоху мировой социальной революции, авангардом которой является Германия. РСДРП выступала против концепции социальной революции через диктатуру пролетариата. Путь к социализму лежит через демократию и только через демократию. «Тактика, стремящаяся превратить классовую диктатуру пролетариата в управление государством и обществом на основе политического бесправия всех непролетарских слоёв населения, а тем более диктатуру одной части пролетариата; политика, отклоняющаяся от основной политической задачи пролетарской революции — последовательного проведения во всех сферах общественной жизни принципов демократии, провозглашённых буржуазными революциями, но никогда не осуществлённых при господстве буржуазии, — подобная политика должна вступить в непримиримое противоречие с задачами социального преобразования, парализовать дело восстановления производительных сил и, тем более, того могучего их развития, без которого социализм немыслим, и оттолкнуть от социализма широкие массы трудящихся». (Из резолюции Мартова «Международное положение и задачи русской революции». Партийное совещание РСДРП 27 декабря 1918 — 1 января 1919).

#### Издание газет
В начале февраля 1919 г. начала выходить газета «Всегда вперёд». Приходилось выпускать газету в две страницы и с маленьким тиражом. Газета имела огромный успех. Гонения окружили социал-демократов в глазах рабочих ореолом защиты их действительных интересов. 20 февраля 1919 была напечатана статья А. Плескова «Прекратите гражданскую войну». В статье, разбирая продовольственное положение советской России, автор отмечал, что основной причиной продовольственного кризиса является гражданская война, которую большевики ведут против Украины, где у власти в то время были украинские демократические партии. Эта война разоряет Украину и приводит к голоду в России. После этой статьи коммунисты газету закрыли.
После этого вышел один номер газеты «Рабочий интернационал». Впрочем, этот номер стал последним — большевики поспешили ликвидировать и эту газету.
4 марта 1919 г. большевики провели I конгресс Коминтерна и окончательно порвали с Социалистическим интернационалом. Заботы о соблюдении приличий отпали и начались репрессии. В ночь на 31 марта в Москве были произведены массовые аресты меньшевиков и эсеров. Почти все члены ЦК и московского комитета меньшевиков были арестованы. Были выдвинуты обвинения в организации забастовок, саботаже, разложении Красной армии и даже организации в ней бунтов. Ни одно из конкретных обвинений власти и не пытались защищать. Даже попытки предания суду не было. Мартова выпустили через 5 дней. Некоторые другие члены ЦК провели в тюрьме по четыре месяца.

#### Наступление белогвардейских фронтов. Изменение позиции РСДРП
В 1919 году РСДРП выступала за немедленное прекращение гражданской войны на всей территории Российской Республики. В этой ситуации позиции членов РСДРП разделились. Часть партии считала необходимой бороться с Белым движением, поддерживая большевиков, другая часть партии считала, что поддержка может быть оказана только в том случае, если большевики произведут изменение своей политики. Для устранения разногласий было созвано партийное совещание 18 — 30 мая 1919 года. На совещании победила позиция «критической поддержки».
Парижская конференция признала Российское правительство. ЦК РСДРП обратился с воззванием к социалистам стран Антанты: «Если Колчак сделается хозяином всей России, трескотня ружей и пулемётов, расстреливающих революционный народ, сольётся со свистом нагаек и гиком и визгом антисемитских погромщиков. Террористический режим, господствующий уже сейчас в Сибири, является тому порукой».
В августе 1919 года партийное совещание меньшевиков определило следующие главные задачи партии в районах, занятых белогвардейцами: «революционное свержение режимов Деникина и Колчака и воссоединение с Советской Россией».
При подходе белых к Туле, а Северо-Западной армии — к Гатчине, РСДРП прекратила все разногласия с большевиками и приняла самое деятельное участие в обороне Советской России.
В начале декабря 1919 года ЦК меньшевиков получил приглашение большевистского Президиума ЦИК Советов послать своих представителей на VII съезд Советов. Делегация была послана. На съезде выступали Дан и Мартов. РСДРП соглашалась сотрудничать с большевиками в рамках единого фронта на базе советской конституции. Однако непременным условием этого являлось то, чтобы конституция перестала быть ни к чему не обязывающим клочком бумаги и применялась бы на практике.

### Легальная оппозиция
Параллельно с Третьим Всероссийским съездом профсоюзов 6 апреля 1920 года проходила конференция РСДРП. Поскольку у меньшевиков были сильные позиции в профсоюзах, удобно было совместить эти два мероприятия. На конференцию прибыло 56 делегатов с решающим голосом, представляющих 26 партийных организаций. Была принята новая Программа партии. Отмечалось, что:
- социальная революция — сложный и длительный исторический процесс, а не кратковременное восстание,
- понятие классовой диктатуры пролетариата не имеет ничего общего с понятием единоличной или олигархической диктатуры, в том числе и диктатуры сознательного революционного меньшинства над бессознательным большинством народа,
- отвергалась политика терроризма, как метода революционной диктатуры,
- власть в России должна быть построена на базе соглашения пролетариата с крестьянством — до тех пор, пока дальнейшее экономическое развитие в международном масштабе не создаст предпосылки для диктатуры пролетариата.

В марте 1920 г. РСДРП вышла из Второго Интернационала. Это было вызвано тем, что Социнтерн переживал кризис, многие были недовольны политикой его руководства, а значительные группы немецких и французских социалистов вышли из него.
Относительно спокойный период, начавшийся вслед за победой над Колчаком и Деникиным, дал возможность РСДРП развернуть агитацию. Под влиянием социал-демократов находились профсоюзы печатников, химиков и служащих. В ряде других профсоюзов были группы сторонников. Социал-демократическая делегация на Третьем съезде профсоюзов насчитывала около 80 человек.
Можно упомянуть участие социал-демократов в Советах Москвы (45 делегатов), Харькова (225), Тулы (45), Киева (30), Ташкента (20), Петрограда, Одессы, Николаева, Екатеринослава, Брянска, Режицы, Витебска, Смоленска, Гомеля, Сормова, Ростова-на-Дону, Иркутска и некоторых других. В Харькове выборы 1920 года дали РСДРП полную победу среди рабочих и только с помощью делегатов от красноармейских частей коммунисты смогли удержать большинство в Совете. Практика показывала, что при наличии хотя бы минимальной свободы агитации, даже не обладая своей печатью, социал-демократы могут иметь успех в борьбе против коммунистов перед рабочей аудиторией.
В Москве прошёл грандиозный митинг, устроенный профсоюзом печатников для того, чтобы ознакомить приехавшую в Москву делегацию английских рабочих с подлинными настроениями рабочих Москвы. Собралось около 4 тысяч человек. Выступали Дан и В. Чернов. Собрание встретило и проводило их шумными овациями.
Всё это вызывало репрессии со стороны большевиков. Профсоюз печатников был разгромлен, свыше 30 человек было арестовано. Были назначены большевистские комиссары для управления этим профсоюзом. Попытка английской делегации вмешаться не увенчалась успехом. Успехи на выборах в Советы также влекли репрессии. Так в Ташкенте социал-демократы были исключены из Совета потому, что «венгерские социал-демократы предали революцию». В апреле 1920 года меньшевиков исключили из Совета в Ростове-на-Дону под тем обвинением, что социал-демократия стоит за всеобщее избирательное право и народовластие. В мае социал-демократы были исключены из совета в Николаеве за то, что они воздержались при голосовании избрать Ленина почётным председателем Совета и т. д. В ряде городов социал-демократических депутатов арестовывали и организовывали против них процессы. Такие процессы в 1920 прошли в Киеве, Туле, Самаре, Екатеринбурге, Симбирске.
В Киеве процесс против социал-демократов превратился в грандиозную рабочую манифестацию сочувствия подсудимым. Попытки большевиков бороться против меньшевиков, которые встали на почву советской конституции, методами, легализованными этой конституцией, явно не давали результата. Уже в конце лета 1920 г. власть снова вступает на путь массовых арестов. В Харькове была арестована социал-демократическая конференция в полном составе. Начались аресты в Москве. Ставилась задача не допустить проведения Общероссийской конференции РСДРП. Большие группы социал-демократов высылались за пределы России — в частности в Грузию. В это же время за границу уехали Мартов и Абрамович.

### НЭП
После окончания гражданской войны в феврале 1921 года — за месяц до Кронштадтского восстания — «Социалистический вестник» в своём первом номере писал, что «Советская Россия переживает эпоху кризиса». Недовольство режимом охватило все слои населения и даже саму РКП(б).
В начале 1921 года петроградские рабочие устраивали на улицах митинги, невиданные с 1918 года, а на фабриках и заводах проходили массовые забастовки. Были рабочие волнения в Москве, Киеве, Туле и других городах. Рабочие требовали хлеба, свободной торговли, уничтожения на заводах коммунистических ячеек, свободы собраний и слова. Эти события были использованы РСДРП для пропаганды.
Кронштадтское восстание, вынудившее Ленина объявить НЭП, проходило под лозунгами, отстаиваемыми РСДРП с 1918 года. В это время ЦК РСДРП был парализован арестами, вопрос о Кронштадте вызвал в ЦК большие разногласия, и воззвание по этому поводу получилось неудачным. Только выдержки из него были напечатаны в «Социалистическом вестнике», но прокламация Петроградского комитета была одобрена редакцией и напечатана целиком. Прокламация требовала прекратить военные действия против Кронштадта.
Экономические реформы, которых РСДРП требовала от правительства, были сформулированы перед НЭПом на VIII Всероссийском съезде Советов в декабре 1920 года и были отвергнуты Лениным. После Кронштадтского восстания он согласился на большинство этих реформ, которые вошли в официальную систему новой экономической политики. Но в той реальной форме, что принял НЭП, она была мало похожа на то, что предлагала РСДРП. Отступление от военного коммунизма было вынужденным и неискренним, местные власти нередко саботировали его, а Ленин, уступая брожению в рядах своей партии, объявлял то о приближении конца НЭПа, то о том, что он введён всерьёз и надолго. В дальнейшем опыт НЭПа убедил меньшевиков, что он представлял собой значительное улучшение по сравнению с военным коммунизмом, но половинчатое, трусливое и недостаточное, а не радикальный отказ от утопий и государственной опеки.
Но главная оппозиция РСДРП НЭПу шла по политической линии. Реформы должны были быть построены на базе отказа от политического террора и однопартийной диктатуры. При отсутствии политических реформ НЭП не мог быть длительным и терял всю свою ценность. В письме С. Д. Щупаку от 30 марта 1921 года Мартов писал, что «Ленин ведёт, конечно, чисто зубатовскую политику: экономические уступки при сохранении политической диктатуры».
Отношение РСДРП к НЭПу было сформулировано в тезисах ЦК о политическом положении и экономической политике, принятых в августе 1921 года. Хозяйственная катастрофа в России явилась результатом не только войны, но и политики правящей партии.
В октябре 1922 года в Москве состоялось совещание местных партийных организаций РСДРП. Оно проходило в условиях крайней конспирации. Присутствовали делегаты из Петрограда, из Харькова, из Екатеринослава и Одессы, от Москвы, от Гомеля, Дальневосточной республики и от Бюро ЦК. Отмечалось, что в РКП(б) складываются «антипролетарская психология и бонапартистское антидемократическое мировоззрение», поэтому коалиция с РКП(б) несвоевременна. Лозунг политической свободы «ныне выдвигается в качестве центрального требования и становится объективно пролетарским лозунгом», но достигнуть свободы можно только планомерным давлением масс, а не стихийным восстанием.
РСДРП через своих депутатов вносила в Советах запросы об избиении политических заключённых в Бутырской тюрьме 25 апреля 1921 года и добилась назначения комиссии для расследования этих событий. Беспартийные потребовали, чтобы их включили в комиссию, но комиссия была составлена из одних коммунистов и никаких результатов не дала.
В начале НЭПа были случаи, когда одни члены партии ещё сидели в местном Совете, а другие уже сидели в местной тюрьме. В действительности положение было таково, что в 1922 году РСДРП легально существовала только в Москве, а в Петрограде, на Украине и в других местах фактически ушла в подполье. ЦК РСДРП, в принципе отрицая подполье (до этого социал-демократа, отказавшегося на допросе в ЧК от членства в партии, исключали из РСДРП), был вынужден санкционировать переход на нелегальное положение.
В октябре 1922 года Московская конференция РСДРП распустила ЦК, избранный в 1917 году и передала его полномочия Заграничной делегации РСДРП. Эта же конференция объявила выходивший в Берлине «Социалистический вестник» Центральным органом партии. В феврале 1923 года Российское Бюро ЦК приняло решение об отказе от участия в выборах Советов, что на деле означало признание факта нелегального существования партии.
В 1923 преследуемая властями РСДРП перешла на нелегальное положение. В течение 1923 года её подпольная деятельность ещё продолжалась, но возможным было только издание нелегальной литературы. Открытые выступления и даже работа в форме кружков были возможны только в исключительных случаях. В течение 1923 года продолжал свою подпольную деятельность и созданный в 1920 году Социал-демократический союз рабочей молодёжи.

### Заключительный этап существования и попытки возрождения партии
К лету 1925 РСДРП фактически прекратила существование в СССР, за границей действовала до середины 1960-х годов. В советской историографии этот заключительный этап существования РСДРП замалчивался. Попытки организации в СССР в разное время социал-демократической партии с подобным или похожим названием при однопартийной советской системе (вплоть до начала 1990-х гг.) всякий раз наталкивались на жёсткое сопротивление властей. С начала 1990-х гг. на волне массового выхода из партии бывших её функционеров ряд деятелей внутрипартийной оппозиции в КПСС поспешили отнести себя к социал-демократам (С. С. Сулакшин и другие). Президент СССР М. С. Горбачёв рассматривал возможность создания социал-демократической партии на базе лояльной ему части КПСС как способ остаться у власти, но в итоге отклонил это предложение.